# Cellere
Cellere és un comune (municipi) de la província de Viterbo, a la regió italiana del Laci, situat a uns 90 km al nord-oest de Roma i a uns 30 km al nord-oest de Viterbo.
Cellere limita amb els municipis següents: Arlena di Castro, Canino, Ischia di Castro, Piansano, Tessennano i Valentano.
L'any 2017 la seva població era de 1.168 habitants.
El principal lloc d'interès és l'església de Sant'Egidio Abate, dissenyada per Antonio da Sangallo el Jove.

## Història
Cellere s'esmenta per primera vegada al segle VIII dC, tot i que s'ha especulat amb un origen romà, sota el nom. Més tard formà part dels Estats Pontificis i del Ducat de Castro, i més tard, una altra vegada, fins al 1870, dels Estats Pontificis.